# Capracotta
Capracotta är en ort och kommun i provinsen Isernia i regionen Molise i Italien. Kommunen hade 864 invånare (2018).